# غرة
الغُرَّة  أو الغَرَّاء (الاسم العلمي: Fulica) (بالإنجليزية: Coots)‏ هي جنس من الطيور تتبع الفصيلة المرعات من رتبة الكركيات. وهي طائر مائي متوسط الحجم، يتميز بلونه الأسود أو الرمادي الغامق، وبوجود علامات بيضاء مميزة على الجبهة. تنتشر هذه الطيور في مناطق متعددة من الكرة الأرضية فيما عدا المناطق القطبية، وبالرغم من قوة أرجلها وسرعتها، وقدرتها على الحركة في الأسطح الغير مستوية، إلا أنها قلما ما تستطيع الطيران، نظراً لصغر حجم أجنحتها وشكلها الدائري. بعض الأنواع التي تعيش في المناطق الشمالية يمكنها الطيران لمسافات طويلة نوعاً، وتهاجر عادة في الليل. كذلك، تتغذى هذه الطيور على بعض النباتات، إضافة إلى الحيوانات الصغيرة والبيوض.

## أنواع الغرة
- غرة ماسكارينية
- غرة مقنزعة
- غرة أوراسية
- غرة هاواي
- غرة أمريكية
- غرة كاريبية
- غرة بيضاء الجناح
- غرة أردوازية
- غرة مدملجة
- غرة حمراء المقدمة
- غرة عملاقة
- غرة مقرنة